# Люди як боги (роман Велза)
«Люди як боги» (англ. Men Like Gods) — науково-фантастичний роман Герберта Велза про цивілізацію людей на планеті, що називається «Утопія» у паралельному світі, куди випадково потрапляють декілька англійців. Показано соціальний устрій і технологічні досягнення людей, що збудували в Утопії ноократичне суспільство. Роман написаний і вперше опублікований в 1923 році.

## Сюжет
Влітку 1921 року містер Барнстейпл, журналіст, працює в Лондоні. Розчарований роботою в заполітизованій газеті «The Liberal», він вирішує взяти відпустку. В дорозі він разом із ще кількома пасажирами автомобіля випадково переносяться в «інший світ», який вони невдовзі називають Утопією. Вони бачать палаючу будівлю, а в ній кілька трупів надзвичайно красивих людей (пізніше пояснюється, що вони ставили експеримент із переміщення між світами). Туди приходять двоє місцевих жителів, які відводять прибульців до свого міста.
У Книзі першій описано, що Утопія — це варіант Землі, що приблизно на 3 тис. років випереджає її у своєму розвитку. Для 200 млн утопійців, які населяють цей світ, епоха, що відповідає XX ст., давно минула. Історія Утопії відрізняється деталями, як-от Христос там помер на колесі, а не на хресті. Утопія не має якого-небудь уряду і функціонує як успішно реалізована анархія. Завдяки освіті утопійці самі, без примусу, підтримують порядок. Релігія та політика зникли, натомість процвітає наука. Життя в Утопії регулюють «п'ять принципів свободи», ними є конфіденційність, вільне пересування, необмежене знання, правдивість і вільне обговорення будь-яких тем. Приватної власності не існує, за винятком деяких особистих речей, які не складають цінності для інших. Шляхом селекції було усунено осіб з негативними рисами, а тривалість життя суттєво подовжена. Люди в Утопії володіють телепатією, передаючи поняття безпосередньо з мозку в мозок, а звичайна мова, єдина на всій планеті, слугує для мистецтва. Родина розуміється дуже широко, вільні стосунки є нормою. В Утопії виведено різноманітні нові сорти рослин, суттєво змінено біосферу, щоб вона найкраще слугувала людям. Утопійці цікавляться чи відрізняються закони фізики обох світів і чи можна це використати задля взаємної користі.
У Книзі другій земляни опиняються в карантині на скелі після того, як занесені ними інфекції спричинили коротку епідемію в Утопії. Адже звиклі до життя без хвороб, утопійці втратили імунітет навіть до слабких мікробів. У карантині земляни починають планувати завоювання Утопії, незважаючи на протести містера Барнстейпла. Більшість землян вважає, що утопійці ведуть розгульний, аморальний спосіб життя. Барнстейпл зраджує їх, коли його товариші намагаються взяти в заручники двох утопійців і вбивають одного. Утопійці оточують скелю та відправляють землян, крім Барнстейпла, який опинився задалеко, до випадкового іншого світу.
У Книзі третій Барнстейпл хоче залишитися в Утопії та запитує в утопійців як він може найкраще служити їхньому суспільству. Йому відповідають, що найкраще він може це зробити «повернувшись у свій рідний світ». Він погоджується і після місяця, проведеного в Утопії, повертається на свою Землю завдяки вдосконаленій технології міжсвітових подорожей. Вдома Барнстейпл вирішує втілити ідеали Утопії. Своїй дружині він розповідає, що провів відпустку в чудовому місці, але замовчує що сталося з ним насправді. Вона зауважує, що чоловік змінився на краще як морально, так і фізично.

## Український переклад
- Герберт Велз. Люди як боги. Переклад з англійської: Святослав Михаць. Львів: Мендор І. І., 2017. — 376 с. — ISBN 978-966-97552-2-3